# Granite Falls (Washington)
Granite Falls és una població dels Estats Units a l'estat de Washington. Segons el cens del July 1, 2008 tenia 3.088 habitants.

## Demografia
Segons el cens del 2000, Granite Falls tenia 2.347 habitants, 846 habitatges, i 594 famílies. La densitat de població era de 529,9 habitants per km².
Dels 846 habitatges en un 45,9% hi vivien nens de menys de 18 anys, en un 55,7% hi vivien parelles casades, en un 10,6% dones solteres, i en un 29,7% no eren unitats familiars. En el 23,8% dels habitatges hi vivien persones soles el 7% de les quals corresponia a persones de 65 anys o més que vivien soles. El nombre mitjà de persones vivint en cada habitatge era de 2,77 i el nombre mitjà de persones que vivien en cada família era de 3,31.
Per edats la població es repartia de la següent manera: un 33,2% tenia menys de 18 anys, un 7,5% entre 18 i 24, un 36,8% entre 25 i 44, un 15,6% de 45 a 60 i un 6,9% 65 anys o més.
L'edat mediana era de 30 anys. Per cada 100 dones de 18 o més anys hi havia 98,1 homes.
La renda mediana per habitatge era de 47.643 $ i la renda mediana per família de 52.150 $. Els homes tenien una renda mediana de 40.469 $ mentre que les dones 26.809 $. La renda per capita de la població era de 17.425 $. Aproximadament el 5,1% de les famílies i el 7,2% de la població estaven per davall del llindar de pobresa.

## Poblacions més properes
El següent diagrama mostra les poblacions més properes.